# Santuario di Fátima
Il santuario di Fátima è un luogo di culto cattolico del Portogallo che si trova nel comune di Ourém.
Sorge a Cova da Iria, nella frazione comunale di Fátima, sul luogo delle apparizioni di Maria, madre di Gesù, a tre giovani pastori nel 1917.
Esso è venerato dai cattolici come uno dei più importanti luoghi del culto mariano.

## Descrizione
Il santuario ha ricevuto le visite dei seguenti papi: Paolo VI, Giovanni Paolo II, Benedetto XVI e Francesco.
Anche Pio XII e Giovanni XXIII manifestarono devozione per l'evento ascritto alla località portoghese.
In particolare, Giovanni Paolo II era molto legato al santuario di Fátima soprattutto a causa dell'attentato subito nel 1981, proprio nella ricorrenza della Madonna di Fátima; per questo, all'interno della corona della Madonna, è stato fatto incastonare il proiettile estrattogli e, più tardi, nei pressi della basilica è stata collocata una statua dedicata al pontefice.
Il santuario dista 11 km da Ourém, 25 da Leiria, 120 da Lisbona, 180 da Oporto e si trova a circa 300 metri sul livello del mare, sul massiccio calcareo dell'Estremadura.
La basilica di Nostra Signora del Rosario, realizzata in stile neobarocco, è preceduta da un ampio piazzale e sorge al centro di un colonnato (200 colonne). Al di sopra del portale principale di ingresso si eleva la torre campanaria alta 65 metri. L'interno, decorato con gusto secentesco, è a navata unica con cappelle laterali sovrastate da ampi matronei. Ai lati dell'altare maggiore si venerano le tombe dei veggenti: Giacinta e Francesco Marto, beatificati da Giovanni Paolo II e canonizzati da Papa Francesco, e Lucia, morta nel 2005. L'organo a canne, costruito nel 2014-2015 dalla ditta Mascioni, è frutto del rifacimento di un precedente strumento realizzato nel 1952 dai Fratelli Ruffatti; dispone di 90 registri su cinque manuali e pedale.
La statua in legno della Madonna è custodita nella cappellina delle apparizioni, scolpita, dietro indicazioni di Lucia, dall'artista portoghese José Ferreira Thedim, nel 1920.
Il 13 maggio 2017, alla presenza di papa Francesco, si sono tenuti i festeggiamenti per il centenario delle apparizioni.